# سیارک ۲۵۵۲۲
سیارک ۲۵۵۲۲ (به انگلیسی: 25522 Roisen، نامگذاری:1999XK103) بیست و پنج هزار و پانصد و بیست و دومین سیارک کشف شده‌است که در ۷ دسامبر ۱۹۹۹ کشف شد.
قدر مطلق سیارک برابر ۱۳.۵ است.